# ایستگاه متروی علامه جعفری
ایستگاه متروی علامه جعفری یکی از ایستگاه‌های خط چهار متروی تهران است که در خیابان پروانه شمالی، نبش بزرگراه علامه جعفری واقع شده‌است. این ایستگاه اولین ایستگاه از توسعه غربی خط ۴ متروی تهران، بیستمین ایستگاه افتتاح شده این خط و یک‌صد و پنجاه امین ایستگاه متروی تهران است که در ۹ اردیبهشت ۱۴۰۲ به بهره‌برداری رسید.
طول سکوی این ایستگاه ۱۵۸ متر و عمق آن نیز ۳۴ متر از سطح زمین است. همچنین ۷ دستگاه پله برقی و ۴ دستگاه آسانسور در این ایستگاه نصب شده‌است و برای ساخت این ایستگاه ۹۵ هزار متر مکعب خاکبرداری، ۵۸۰۰ تن آرماتوربندی، ۵۶ هزار متر مکعب بتن‌ریزی و ۱۰ هزار مترمربع نیز نازک‌کاری انجام شده‌است.

## موقعیت در مترو
این ایستگاه در خط ۴ متروی تهران که در نقشه با رنگ زرد نمایش داده می‌شود قرار دارد و در میان ایستگاه متروی آیت‌الله کاشانی در جهت شمال ( واقع در سه راه جنت‌آباد) و دارای تقاطع با خط ۶ متروی تهران و ایستگاه متروی ارم سبز در جنوب و دارای تقاطع با خط ۵ متروی تهران واقع شده است. 
قرارگیری این مترو در میان دو ایستگاه تقاطعی اهمیت دو چندان به آن می‌دهد.
این ایستگاه در محله فردوس غرب تهران قرار دارد و موقعیت خوبی به خیابان شقایق، بلوار ناصر حجازی، بزرگراه ستاری و محله مهم فردوس و سازمان برنامه داده‌ است.